# Башкировка (Калужская область)
Башкировка — деревня в Малоярославецком муниципальном районе Калужской области. Входит в сельское поселение «Село Ильинское».

## География
Рядом  — деревня Лобково.

## Население
| 2002 | 2010 |
| ---- | ---- |
| 13   | ↘6   |

## История
Прежние названия — Фопилово, Башкардовка
В 1613 году относилось к Вепрейской волости Боровского уезда. «За вдовою за Марфою за Семеновою женою Онтонова сына Митрофанова з дочерью пус(тошь) Фопилова на речке на Вепрейке».
В 1782 году пустошь Фопилово Марьи Ивановной Зенбулатовой, Катерины Львовны и Авдотьи Ивановны Митрофановых, Боровского уезда Калужского наместничества.
В 1892 году относилось ко 2-му земскому участку.
Начальник — коллежский секретарь Фёдор Алексеевич Белокопытов, проживавший в сельце Фопилово (Башкардовка) (почтовый адрес ст. Ильинская по Московско-Варщавскому шоссе);
в участке волости:
- Красносельская (ст. — Фёдор Назаров),
- Кривская (ст.— Иван Егоров),
- Ильинская (ст.— Александр Семёнов),
- Никольская (ст.— Алексей Алексеев)
- Серединская (ст. — Андрей Гамаюнов).

В 1913 году входила в Ильинскую волость Боровского уезда.
4 января 1942 года части 43-й армии освободили деревни Старое Рыбино, Лобково, Башкировку, Сокольники, Дуркино, 8 января — Ильинское.